# Łąkie (gmina w guberni płockiej)
Łąkie – dawna gmina wiejska istniejąca w XIX wieku w guberni płockiej. Siedzibą władz gminy było Łąkie.
Za Królestwa Polskiego gmina Łąkie należała do powiatu lipnowskiego w guberni płockiej.
Gmina została zniesiona w 1874 roku, a jej obszar włączono do gminy Skępe.